# Ascension (fumetto)
Ascension è una serie a fumetti statunitense creata da David Finch e Matt Banning e pubblicato negli Stati Uniti d'America dalla Top Cow dal 1997 al 2000.

## Storia editoriale
Vennero editi 22 numeri oltre a un numero "zero", "1\2" e un'anteprima gratuiti (per un totale quindi di 25 episodi). Poco dopo l'inizio della serie, Banning lasciò l'incarico a causa di differenze creative con Finch. La serie venne disegnata da Finch, David Quinn e Brian Ching. La serie venne chiusa a causa delle scarse vendite.

## Trama
Il disastro di Černobyl' ha aperto una frattura nella realtà che ha permesso che due razze aliene umanoidi con poteri soprannaturali e in conflitto, i Mineans e i Dayak, entrassero nel nostro mondo. I due protagonisti, Andromeda Weaver, un'ambiziosa genetista del governo, e Lucien Barnes, un mercenario senza scrupoli, sono coinvolti in questo conflitto.
Entrambi vengono trasformati dalle pagine mistiche dei Mineans e dei Dayak: Andromeda acquista una pelle blu e diventa empatica, e Lucien guadagna una super forza, incredibile velocità e la capacità di teletrasportarsi e di volare tramite ali piumate, diventando simile a un gargoyle. Dopo aver fatto amicizia con Petra, l'erede al trono di Minea, i protagonisti si alleano con i Mineans per impedire il risveglio di Voivodul, il dio dei Dayak. Nel frattempo Grigorieff, il capo di Lucien, si trasforma anch'esso a causa delle pagine e diventa un servo di Voivodul con l'intento di risvegliarlo. Grigorieff sconfigge quindi in combattimento Lucien e rapisce Andromeda, che fa diventare anch'essa serva di Voivodul. Andromeda recupera perciò tutte le pagine mistiche e risveglia il signore dei Dayak, dopo duemila anni di reclusione. Lucien intanto accetta il suo ruolo nel conflitto ed è deciso a fermare la guerra tra Mineans e Dayak. Voivodul si scontra quindi con Lucien, ma è quest'ultimo a trionfare. Andromeda torna quindi in possesso della sua mente, ma Grigorieff, ancora fedele a Voivodul affronta e uccide il capo dei Dayak (che ha rinunciato alla guerra), e dopo aver incrementato i suoi poteri si prepara a fare lo stesso con Lucien. I due si sfidano nuovamente, e dopo un iniziale svantaggio, Lucien, con l'aiuto di Petra, mette fine definitivamente alla guerra, sconfiggendo Grigorieff.
Nella serie ci sono anche altri due archi narrativi: il primo in cui Lucien e Andromeda dovranno affrontare Rowina, la matrigna di Petra, decisa a diventare sovrana dei Mineans, e il secondo in cui si scontreranno col Generale Sindone, l'ultimo discepolo di Voivodul. La storia però fu interrotta a metà dell'ultima saga, facendo rimanere ambigue le sorti dei protagonisti.